# Persone di nome Mark/Attori
| Questa pagina contiene informazioni ricavate automaticamente dalle voci biografiche con l'ausilio del template Bio e di un bot. L'aggiornamento è periodico e automatico e ricostruisce completamente la pagina. Se manca una persona in questa lista, sei pregato di non aggiungerla, ma accertati piuttosto che la sua voce biografica contenga il template Bio e che i dati anagrafici siano correttamente compilati. Se il template Bio manca, inseriscilo tu stesso o, in alternativa, metti l'avviso {{tmp\|Bio}} che ne segnala la mancanza. Se i dati riportati sono sbagliati, correggi direttamente la voce biografica; le modifiche saranno visibili in questa lista entro pochi giorni. Per chiarimenti vedi il progetto antroponimi. La lista contiene solo le 91 persone che sono citate nell'enciclopedia e per le quali è stato implementato correttamente il template Bio. Pagina aggiornata al 22 lug 2025. |

Questa è una lista di persone presenti nell'enciclopedia che hanno il nome Mark e sono attori.

## A(1)
- Mark Addy, attore britannico (York, n. 1965)

## B(5)
- Mark Baker, attore statunitense (Cumberland, n. 1946 - Cumberland, † 2018)
- Chris Bauer, attore statunitense (Los Angeles, n. 1966)
- Mark Blum, attore statunitense (Newark, n. 1950 - New York, † 2020)
- Mark Boone Junior, attore e regista statunitense (Cincinnati, n. 1955)
- Mark Burns, attore britannico (Bromsgrove, n. 1936 - Londra, † 2007)

## C(4)
- Mark Camacho, attore e doppiatore canadese (Montréal)
- Mark Lindsay Chapman, attore britannico (Londra, n. 1954)
- Mark Colleano, attore italiano (Milano, n. 1955)
- Mark Consuelos, attore statunitense (Saragozza, n. 1971)

## D(7)
- Mark Dacascos, attore, artista marziale e stuntman statunitense (Honolulu, n. 1964)
- Mark Damon, attore e produttore cinematografico statunitense (Chicago, n. 1933 - Los Angeles, † 2024)
- Mark Deklin, attore statunitense (Pittsburgh, n. 1967)
- Mark Derwin, attore statunitense (Park Forest, n. 1960)
- Mark Dexter, attore britannico (Nottingham, n. 1973)
- Mark Duplass, attore, sceneggiatore e regista statunitense (New Orleans, n. 1976)
- Richard Durden, attore britannico (Londra, n. 1944)

## E(1)
- Mark Damon Espinoza, attore statunitense (Beaumont, n. 1960)

## F(6)
- Mark Famiglietti, attore statunitense (Rhode Island, n. 1979)
- Mark Ferguson, attore e conduttore televisivo australiano (Sydney, n. 1961)
- Mark Feuerstein, attore statunitense (New York, n. 1971)
- Mark Forest, attore e culturista statunitense (Brooklyn, n. 1933 - Los Angeles, † 2022)
- Mark Frankel, attore britannico (Pontrhydyfen, n. 1962 - Londra, † 1996)
- Mark Frechette, attore statunitense (Boston, n. 1947 - Norfolk, † 1975)

## G(9)
- Mark Gantt, attore, regista e produttore cinematografico statunitense (Stockton, n. 1968)
- Mark Gatiss, attore e sceneggiatore britannico (Sedgefield, n. 1966)
- Mark Ghanimé, attore canadese (Calgary, n. 1977)
- Mark Gibbon, attore e doppiatore canadese
- Mark Goddard, attore statunitense (Lowell, n. 1936 - Hingham, † 2023)
- Mark-Paul Gosselaar, attore statunitense (Los Angeles, n. 1974)
- Mark Gregory, attore italiano (Roma, n. 1964 - Castel Madama, † 2013)
- Mark Griffin, attore britannico (Basingstoke, n. 1968)
- Mark Grossman, attore statunitense (Columbia, n. 1987)

## H(7)
- Mark Hadlow, attore e comico neozelandese (Nuova Zelanda, n. 1957)
- Mark Hamill, attore e doppiatore statunitense (Oakland, n. 1951)
- Mark Hapka, attore statunitense (Buffalo, n. 1982)
- Mark Harmon, attore e produttore televisivo statunitense (Burbank, n. 1951)
- Mark Heap, attore e comico britannico (Kodaikanal, n. 1957)
- Mark Hildreth, attore e doppiatore canadese (Vancouver, n. 1978)
- Mark Holton, attore statunitense (Oklahoma City, n. 1958)

## I(2)
- Mark Indelicato, attore statunitense (Filadelfia, n. 1994)
- Mark Ivanir, attore e doppiatore ucraino (Černivci, n. 1968)

## J(3)
- Mark Jacoby, attore, cantante e attore teatrale statunitense (Johnson City, n. 1947)
- Jake Johnson, attore e sceneggiatore statunitense (Evanston, n. 1978)
- Mark Lewis Jones, attore britannico (Rhosllannerchrugog, n. 1964)

## K(2)
- Mark Keller, attore e cantante tedesco (Überlingen, n. 1965)
- Mark Killeen, attore britannico (Glasgow, n. 1981)

## L(5)
- Mark Lambert, attore e cantante statunitense (San Jose, n. 1952)
- Mark Christopher Lawrence, attore e comico statunitense (Compton, n. 1964)
- Mark Lee, attore, regista e cantante australiano (Sydney, n. 1958)
- Mark Lester, attore britannico (Oxford, n. 1958)
- Mark Linn-Baker, attore statunitense (Saint Louis, n. 1954)

## M(9)
- Mark Margolis, attore statunitense (Filadelfia, n. 1939 - New York, † 2023)
- Dylan McDermott, attore statunitense (Waterbury, n. 1961)
- Mark McGann, attore britannico (Liverpool, n. 1961)
- Mark McKerracher, attore e baritono statunitense (Pasadena, n. 1956)
- Mark McKinney, attore, comico e imitatore canadese (Ottawa, n. 1959)
- Mark McManus, attore e pugile scozzese (Bellshill, n. 1935 - Glasgow, † 1994)
- Mark Metcalf, attore statunitense (Findlay, n. 1946)
- Mark Moraghan, attore, doppiatore e cantante britannico (Toxteth, n. 1963)
- Mark Moses, attore statunitense (New York, n. 1958)

## O(1)
- Mark O'Brien, attore e regista canadese (Saint John's, n. 1984)

## P(6)
- Mark Patton, attore statunitense (Riverside, n. 1959)
- Mark Pellegrino, attore statunitense (Los Angeles, n. 1965)
- Mark Penwill, attore e regista sudafricano
- Mark Pillow, attore britannico (Leeds, n. 1959)
- Mark Povinelli, attore statunitense (Elyria, n. 1971)
- Mark Proksch, attore statunitense

## R(7)
- Mark Rendall, attore canadese (Toronto, n. 1988)
- Mark Rolston, attore statunitense (Baltimora, n. 1956)
- Mark Rowley, attore scozzese (Paisley, n. 1990)
- Mark Ruffalo, attore e produttore cinematografico statunitense (Kenosha, n. 1967)
- Mark Ryan, attore britannico (Doncaster, n. 1956)
- Mark Rydell, attore, regista e produttore cinematografico statunitense (New York, n. 1929)
- Mark Ryder, attore britannico (Belfast, n. 1989)

## S(8)
- Mark Salling, attore, musicista e cantante statunitense (Dallas, n. 1982 - Los Angeles, † 2018)
- Mark Sheppard, attore e musicista britannico (Londra, n. 1964)
- Vin Diesel, attore, produttore cinematografico e regista statunitense (Alameda, n. 1967)
- Mark Stanley, attore britannico (Leeds, n. 1988)
- Mark Stevens, attore e regista statunitense (Cleveland, n. 1916 - Majores, † 1994)
- Mark Strickson, attore britannico (Stratford-upon-Avon, n. 1959)
- Mark Strong, attore britannico (Londra, n. 1963)
- Mark Syers, attore statunitense (Trenton, n. 1952 - Pennington, † 1983)

## T(1)
- Mark L. Taylor, attore statunitense (Syracuse, n. 1950)

## U(1)
- Mark Umbers, attore e cantante britannico (Harrogate, n. 1973)

## V(1)
- Mark Valley, attore e ex militare statunitense (Ogdensburg, n. 1964)

## W(4)
- Mark Wahlberg, attore, produttore cinematografico e rapper statunitense (Boston, n. 1971)
- Mark Waschke, attore tedesco (Bochum, n. 1972)
- Mark Webber, attore, sceneggiatore e regista statunitense (Minneapolis, n. 1980)
- Mark Williams, attore, comico e sceneggiatore britannico (Bromsgrove, n. 1959)

## Ė(1)
- Mark Ėjdel'štejn, attore russo (Nižnij Novgorod, n. 2002)